# Електричний патрон

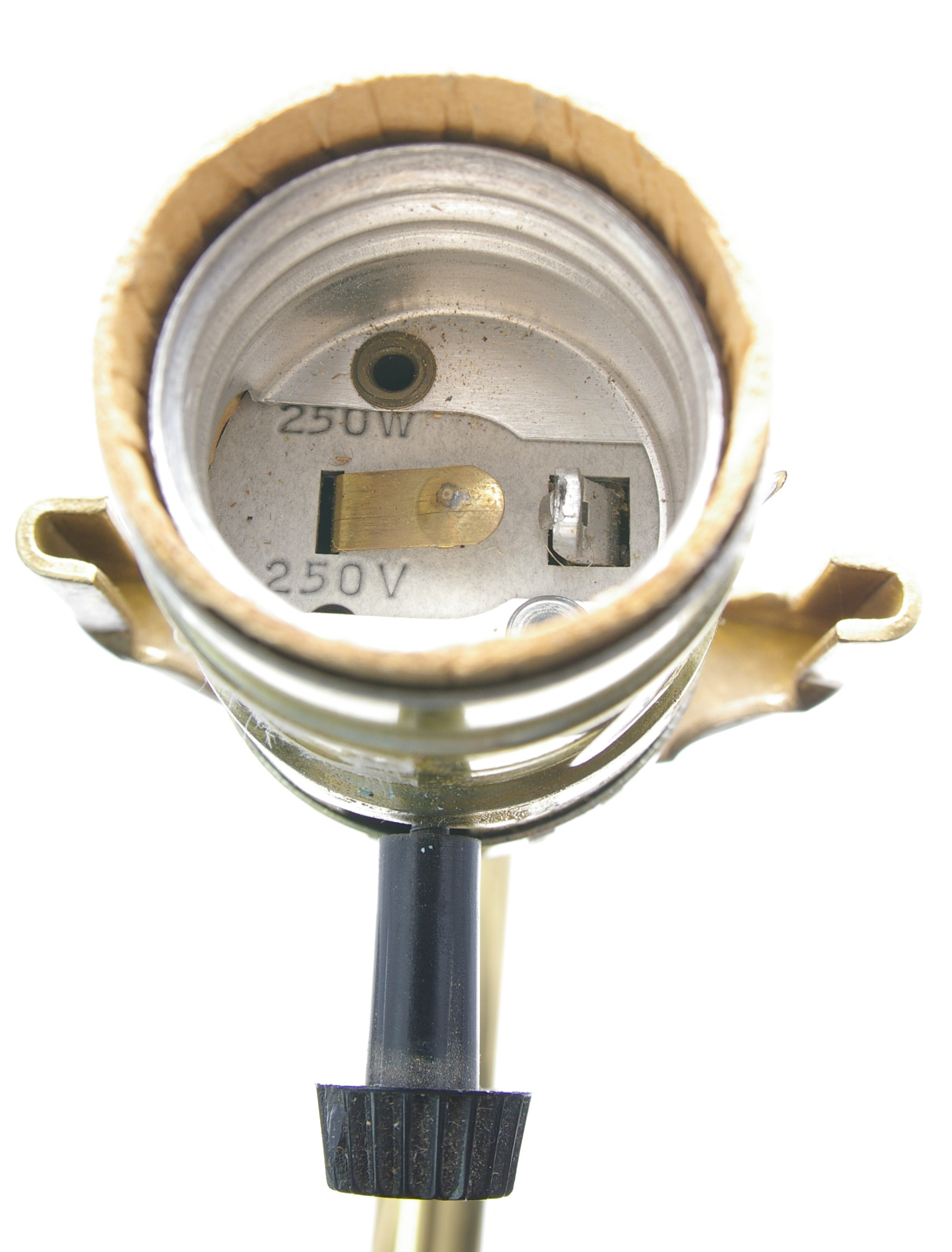
Патрон E27, стандартний американський.

Патро́н — Частина електричного освітлювального приладу, в який вгвинчується лампочка накалювання для приєднання її до електричної мережі.
Використовується в світильниках, переносках, для тимчасового освітлення в ремонтованих приміщеннях і т. ін.
Виготовляється з фарфору ( кераміки) і не підтримуючих горіння пластмас (карболіт, поліамід і т. ін.).
У вологих і особливо вологих приміщеннях застосовуються патрони з фарфоровим корпусом,
Нарізні патрони для ламп розжарювання виготовляють кількох типів: 
Р14 — для ламп розжарювання до 60 Вт, 
Р27 — для ламп розжарювання від 15 до 300 Вт, 
Р40 — для ламп розжарювання від 300 до 1500 Вт 
(цифра після букви Р означає діаметр різьби цоколя). 
Залежно від конструкції розрізняють патрони підвісні з кріпленням гвинтом, з вушками для підвішування, стінні, стельові.
Характеристики
- Номінальний струм 4 А (карболіт); 16 А (кераміка)
- Нормована напруга 250 В (пластмаса); 415 В (кераміка)

Нормативи
- ТУ 3464-001-48778619-03
- ГОСТ 2746-90